# Wood Group
Die Wood Group (WG, eigentlich John Wood Group) ist eine international tätige britische Unternehmensgruppe, die sich mit Dienstleistungen im Bereich der Erschließung und Ausbeutung von Erdöl- und Gasvorkommen befasst. Die Gruppe in der Rechtsform einer Public limited company (PLC) ist in 46 Ländern vertreten und hatte 2023 rund 35.000 Mitarbeiter (2007: 24.700). Der Umsatz belief sich 2023 auf rund 5,9 Milliarden US-Dollar (2007: 4,4 Mrd.). Hauptsitz der Wood Group ist Aberdeen in Schottland.

## Geschichte
Das Unternehmen wurde 1982 von Sir Ian Wood gegründet, als Abspaltung von JW Holdings Ltd., dem 1956 von seinem Vater John Wood gegründeten größten schottischen Fischereiunternehmen. Dieses war 1974 auf Initiative von Ian Wood im Zuge der aufkommenden Ölförderung in der Nordsee in den frühen 1970er Jahren in das Geschäft mit Dienstleistungen im Energiesektor eingestiegen. Ab 2000 war das Unternehmen an der Londoner Börse notiert und im FTSE 100 Index vertreten (Stand: 30. Oktober 2008). Gegenwärtig gehört es zum FTSE 250 Index. Am 9. Oktober 2017 wurde die Übernahme des Anlagenbauers Amec Foster Wheeler durch die Wood Group abgeschlossen.
Im Mai 2025 wurde der Handel mit Wood-Aktien an der Londoner Börse zeitweise ausgesetzt, nachdem Pflichtveröffentlichungen für das Jahr 2024 nicht fristgerecht veröffentlicht werden konnten. Bereits im März desselben Jahres kündigte Wood an, dass in den Bilanzen der letzten drei Finanzjahre Korrekturen vorgenommen werden müssten. Unter anderem seien Informationen vor dem Wirtschaftsprüfer vorenthalten worden.

## Konzernstruktur
Die drei Geschäftsbereiche der Wood Group sind:
- Engineering & Production Facilities
- Well Support
- Gas Turbine Services

In den Bereichen Tiefwasser-Ingenieurwesen, Hochsee-Pipelines, Flüssigkeitsförderung mittels elektrischer Tauchpumpen, Erhöhung der Öl- und Gasausbeute in erschlossenen Vorkommen und Wartung bzw. Reparatur industrieller Gasturbinen gehört die Gruppe zu den weltweit marktführenden Unternehmen.

### Engineering & Production Facilities
Der Geschäftsbereich befasst sich mit der Einrichtung der Öl- bzw. Gasfelder für die Ingenieurarbeiten und die Produktion: Erschließungsvorbereitung, Dienstleistungen rund um den laufenden Ausbeutungsbetrieb, Produktionssteigerung, Instandhaltungsmanagement.
Tochtergesellschaften bzw. Beteiligungen dieses Geschäftsbereiches sind (mit weiteren Untergesellschaften):
- Alliance Engineering
- Mustang
- J P Kenny
- IMV
- Woodhill Frontier Caledonia
- IONIK Consulting
- Vepica
- Vepica Wood Group
- Energeticos
- Multiphase Solutions, Inc. (MSI)
- Wood Group Engineering (North Sea) Ltd.
- Wood Group Production Services
- ODL
- Deepwater Specialists Inc. (DSI)
- Producers Assistance Corporation (PAC)
- MCS
- M&O Global

### Well Support
Der Bereich umfasst unterstützende Dienstleistungen am Bohrloch: Einsatz elektrischer Tauchpumpen (siehe auch Tiefpumpe), Druckkontrolle, Messwertaufzeichnung.
Tochtergesellschaften bzw. Beteiligungen dieses Geschäftsbereiches sind (mit weiteren Untergesellschaften):
- Wood Group ESP: Einer der größten Hersteller von und Serviceunternehmen für elektrische Tauchpumpen in der westlichen Welt, liefert vor allem an die Ölindustrie. Hauptsitz: Oklahoma City.
- Wood Group Pressure Control
- Wood Group Logging Services

### Gas Turbine Services
Der Gasturbinenservice beinhaltet die Wartung bzw. Reparatur industrieller Gasturbinen und der damit zusammenhängenden Anlagen sowie den Zubehör- und Ersatzteilservice. Rund 2800 Beschäftigte.
Tochtergesellschaften bzw. Beteiligungen dieses Geschäftsbereiches sind (mit weiteren Untergesellschaften):
- Rolls Wood Group
- Wood Group Light Industrial Turbines (WGLIT)
- Wood Group Heavy Industrial Turbines (WGHIT)
- Wood Group Turbine Systems Solutions
- Wood Group Pratt & Whitney Industrial Turbine Services
- Wood Group Turbo Power
- Wood Group Packaged Power
- Wood Group Contractual Solutions